# Konstanty Skirmunt

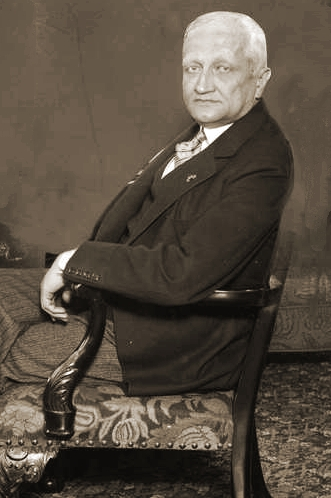
Konstanty Skirmunt

Konstanty Skirmunt (* 30. August 1866 in Mołodów bei Kobryn; † 24. Juli 1949 in Wałbrzych) war ein polnischer Politiker, Diplomat und Außenminister.

## Leben
Vor dem  Jahr 1914 war er Mitglied des russischen Staatsrats, danach, 1917 und 1918, Mitglied des Polnischen Nationalkomitees (Komitet Narodowy Polski). Ab 1918 arbeitete er im Außenministerium und war anschließend vom 11. Juni 1921 bis zum 6. Juni 1922 polnischer Außenminister. Von 1922 bis 1929 war er polnischer Abgesandter in London und nachdem die polnische Vertretung dort in den Botschaftsrang erhoben wurde, wurde er von 1929 bis 1934 Botschafter.